# ソフトウェア・サービス
株式会社ソフトウェア・サービスは大阪府大阪市淀川区に本店を置く、医療機器向けのシステムの開発、販売、導入を行っている企業である。

## 沿革
- 1969年（昭和44年）- 大阪市北区曾根崎にて設立。日本アイ・ビー・エム出身[2]の宮崎勝が代表取締役社長に就任。
- 1970年（昭和45年）- ミニコンピュータによる導入型医療情報システムを開発、発売。
- 1971年（昭和46年）- 3時間ドックシステムを開発、販売。
- 1972年（昭和47年）- オフコンによるセンター利用型医療情報システムを開発、発売。
- 1978年（昭和53年）- 本店を大阪市北区西天満に移転。
- 1984年（昭和59年）- UNIXによる医療情報システムの提供開始。
- 1986年（昭和61年）- 本店を大阪府吹田市に移転・登記。
- 1990年（平成2年）- 株式会社病院システム研究所設立。
- 1994年（平成6年）- Windows版医療情報システムの提供開始。
- 2003年（平成15年）- 本店を大阪市淀川区西宮原1-7-38に移転。
- 2004年（平成16年）- 大阪証券取引所ヘラクレスに上場。
- 2008年（平成20年）- 本店を大阪市淀川区宮原4-2-30に移転。
- 2010年（平成22年）- ジャスダック証券取引所と大阪証券取引所の合併によって大阪証券取引所 JASDAQに上場。
- 2012年（平成24年）- 大阪証券取引所により、「J-Stock銘柄」に選定。
- 2013年（平成25年）- 大阪証券取引所と東京証券取引所の市場統合により、東京証券取引所 JASDAQスタンダードに上場。
- 2014年（平成26年）- 本店を現所在地に移転。
- 2022年（令和4年）- 東京証券取引所 スタンダードへ移行。

## 参考資料
- 第54期 有価証券報告書（2021年11月1日～2022年10月31日） 、2023年1月23日
- 『会社四季報』 2014年3集夏号 第426号（東洋経済新報社）